# Giava Orientale
Giava Orientale (indonesiano: Jawa Timur) è una provincia dell'Indonesia. È situata sulla parte orientale dell'isola di Giava e include anche le isole di Madura e Bawean. Il centro amministrativo della provincia si trova a Surabaya, seconda città più grande dell'Indonesia, un importante porto e centro industriale.
Nel 2009 è entrato in servizio il ponte Suramadu, lungo 5,4 km, che collega la città di Surabaya con l'isola di Madura.

## Storia
La storia di Giava Orientale risale ai famosi antichi regni di Kediri e Singhasari, che ora è una città vicino a Malang. Gli anni dell'impero Majapahit, la cui capitale era Trowulan, nella reggenza di Mojokerto, sono considerati dagli indonesiani come l'età d'oro dell'arcipelago. La regione orientale di Giava è stata parte del regno Mataram durante la sua massima espansione.

## Evoluzione demografica
Secondo il censimento del 2000, Giava Orientale ha una popolazione di 34 milioni di abitanti, seconda solo a Giava Occidentale tra le province indonesiane. Gli abitanti sono costituiti in gran parte da giavanesi. Minoranze native includono i migranti dalla vicina isola di Madura, e differenti etnie giavanesi, come la popolazione Tengger nel Bromo, i Samin e gli Osing a Banyuwangi. Giava Orientale ospita anche una numerosa popolazione formata da altri gruppi etnici come i cinesi, gli indiani e gli arabi. Oltre all'indonesiano, lingua ufficiale, viene parlato il giavanese. Il madurese, invece, è parlato da circa 15 milioni di maduresi, concentrati nell'isola di Madura, Isole Kangean, Isole Masalembu, parte orientale di Giava Orientale e sue principali città.

## Geografia antropica

### Suddivisioni amministrative
La Giava Orientale è divisa in ventinove reggenze (o kabupaten) e nove città (o kotamadya).
Le reggenze sono:
| Nome                                       | Capitale             | Superficie (km²) | Abitanti 2000                | Abitanti Censimento 2010 | Abitanti Stima 2014 |
| ------------------------------------------ | -------------------- | ---------------- | ---------------------------- | ------------------------ | ------------------- |
| Città di Mojokerto                         | Città di Mojokerto   | 16,47            | 108 938                      | 120 196                  | 123 572             |
| Città di Pasuruan                          | Città di Pasuruan    | 35,29            | 168 323                      | 186 262                  | 191 494             |
| Città di Surabaya                          | Città di Surabaya    | 350,54           | 2 599 796                    | 2 765 487                | 2 843 144           |
| Gresik (comprende l'isola di Bawean)       | Gresik               | 1 191,25         | 1 005 445                    | 1 177 042                | 1 210 105           |
| Lamongan                                   | Lamongan             | 1 782,05         | 1 181 660                    | 1 179 059                | 1 212 179           |
| Mojokerto                                  | Mojosari             | 717,83           | 908 004                      | 1 025 443                | 1 054 248           |
| Pasuruan                                   | Bangil               | 1 474,02         | 1 366 605                    | 1 512 468                | 1 554 956           |
| Sidoarjo                                   | Sidoarjo             | 634,38           | 1 563 015                    | 1 941 497                | 1 996 034           |
| totale regione Surabaya                    |                      | 6 201,83         | 8 901 786                    | 9 907 454                | 10 185 732          |
| Città di Madiun                            | Città di Madiun      | 33,92            | 163 956                      | 170 964                  | 175 767             |
| Bojonegoro                                 | Bojonegoro           | 2 198,79         | 1 165 401                    | 1 209 973                | 1 243 961           |
| Jombang                                    | Jombang              | 1 115,09         | 1 126 930                    | 1 202 407                | 1 236 184           |
| Madiun                                     | Mejayan              | 1 037,58         | 639 825                      | 662 278                  | 680 881             |
| Magetan                                    | Magetan              | 688,84           | 615 254                      | 620 442                  | 637 872             |
| Nganjuk                                    | Nganjuk              | 1 224,25         | 973 472                      | 1 017 030                | 1 045 598           |
| Ngawi                                      | Ngawi                | 1 295,98         | 813 228                      | 817 765                  | 840 736             |
| Tuban Regency                              | Tuban                | 1 834,15         | 1 051 999                    | 1 118 464                | 1 149 882           |
| totale regione Nord Ovest                  |                      | 9 428,60         | 6 550 065                    | 6 819 323                | 7 010 881           |
| Città di Probolinggo                       | Città di Probolinggo | 56,67            | 191 522                      | 217 062                  | 223 159             |
| Banyuwangi                                 | Banyuwangi           | 5 782,40         | 1 488 791                    | 1 556 078                | 1 599 788           |
| Bondowoso                                  | Bondowoso            | 1 525,97         | 688 651                      | 736 772                  | 757 468             |
| Jember                                     | Jember               | 3 092,34         | 2 187 657                    | 2 332 726                | 2 398 252           |
| Lumajang                                   | Lumajang             | 1 790,90         | 965 192                      | 1 006 458                | 1 034 730           |
| Probolinggo                                | Kraksaan             | 1 696,21         | 1 004 967                    | 1 096 244                | 1 127 041           |
| Situbondo                                  | Situbondo            | 1 669,87         | 603 705                      | 647 619                  | 665 818             |
| totale regione del Lonatono sud-est        |                      | 15 614,36        | 7 130 485                    | 7 592 959                | 7 806 256           |
| Città di Batu                              | Città di Batu        | 136,74           | (included in Malang Regency) | 190 184                  | 195 526             |
| Città di Blitar                            | Città di Blitar      | 32,57            | 119 372                      | 131 968                  | 135 675             |
| Città di Kediri                            | Città di Kediri      | 63,40            | 244 519                      | 268 507                  | 276 051             |
| Città di Malang                            | Città di Malang      | 145,28           | 756 982                      | 820 243                  | 843 284             |
| Blitar                                     | Kanigoro             | 1 336,48         | 1 064 643                    | 1 116 639                | 1 148 005           |
| Kediri                                     | Ngasem               | 1 386,05         | 1 408 353                    | 1 499 768                | 1 541 897           |
| Malang                                     | Kepanjen             | 3 530,65         | 2 412 570                    | 2 446 218                | 2 514 932           |
| Pacitan                                    | Pacitan              | 1 389,92         | 525 758                      | 540 881                  | 556 074             |
| Ponorogo                                   | Ponorogo             | 1 305,70         | 841 449                      | 855 281                  | 879 306             |
| Trenggalek                                 | Trenggalek           | 1 147,22         | 649 883                      | 674 411                  | 693 355             |
| Tulungagung                                | Tulungagung          | 1 055,65         | 929 833                      | 990 158                  | 1 017 972           |
| totale regione Meridionale                 |                      | 11 529,66        | 8 953 362                    | 9 534 258                | 9 802 077           |
| Giava orientale (escludendo Madura) Totale |                      | 42 774,45        | 31 535 693                   | 33 853 994               | 34 804 946          |
| Bangkalan                                  | Bangkalan            | 1 001,44         | 805 048                      | 906 761                  | 932 232             |
| Pamekasan                                  | Pamekasan            | 792,24           | 689 225                      | 795 918                  | 818 283             |
| Sampang                                    | Sampang              | 1 233,08         | 750 046                      | 877 772                  | 902 429             |
| Sumenep                                    | Sumenep              | 1 998,54         | 985 981                      | 1 042 312                | 1 071 591           |
| Totale compreso Madura                     |                      | 5 025,30         | 3 230 300                    | 3 622 763                | 3 724 535           |
| Totale provincia                           |                      | 47 799,75        | 34 765 993                   | 37 476 757               | 38 529 481          |

- Bangkalan (Bangkalan)
- Banyuwangi
- Blitar
- Bojonegoro
- Bondowoso
- Gresik
- Jember
- Jombang
- Kediri
- Lamongan
- Lumajang
- Reggenza di Madiun
- Magetan
- Reggenza di Malang
- Mojokerto
- Nganjuk
- Ngawi
- Pacitan
- Pamekasan
- Pasuruan
- Ponorogo
- Probolinggo
- Sampang
- Sidoarjo
- Situbondo
- Sumenep
- Trenggalek
- Tuban
- Tulungagung

Le città sono:
- Batu
- Blitar
- Kediri
- Madiun
- Malang
- Mojokerto
- Pasuruan
- Probolinggo
- Surabaya

## Risorse naturali
- Gesso (Trenggalek & Gresik)
- Cemento (Gresik)
- Marmo (Tulungagung)
- Petrolio (Bojonegoro)
- Sale (Isola di Madura)
- Caolinite (Blitar)
- Zolfo (Banyuwangi)
- Oro (Banyuwangi)

## Educazione
Giava Orientale ospita alcune delle più famose università indonesiane, sia statali che private. Sono presenti università statali nelle città di Surabaya, Malang e Jember. Tra queste l'Università di Airlangga e Institut Teknologi Sepuluh Nopember sono le più famose; entrambe si trovano a Surabaya.
Un'altra importante forma di educazione disponibile nella maggior parte delle città a Giava Orientale è la pesantren. Questo tipo di istruzione è costituito e organizzato da religiosi islamici, e associato a organizzazioni musulmane locali o nazionali. Jombang è una città famosa per la sua pesantren.

## Parchi nazionali

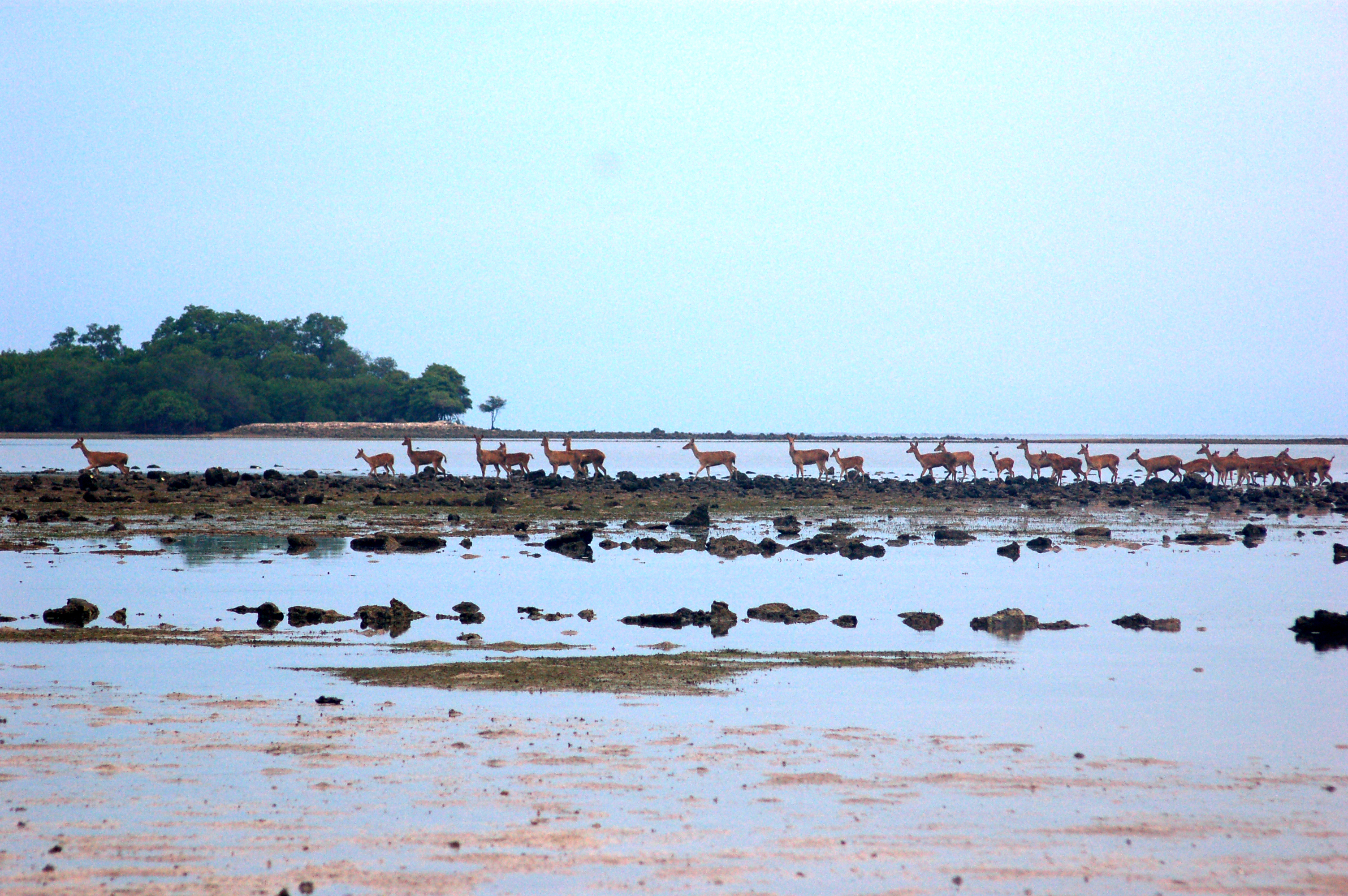
Deer in Baluran National Park

- Meru Betiri - Tra i distretti di Jember e Banyuwangi, questo parco si estende su 580 km². Difficile da raggiungere, contiene una fantastica foresta pluviale costiera e il paesaggio ed è sede di una ricca fauna selvatica.
- Alas Purwo National Park - Questo parco (434 km²) è formato dalla penisola Blambangan (Giava del sud-est). Composto da mangrovie, savana, foreste monsoniche di pianura e spiagge eccellenti, il nome del parco significa prima foresta in giavanese. leggenda giavanese dice che la terra è emersa prima dall'oceano.
- Baluran National Park - Questo parco nazionale (250 km²) si trova nel nord-est di Giava, conosciuto come The Little Africa, già vasta savana è stato in gran parte sostituito da Acacia.
- Bromo Tengger Semeru National Park - Situato a est di Giava nella regione di Probolinggo e Pasuruan, a 70 km da Surabaya la capitale della provincia di est di Giava. Il Monte Bromo è una delle grandi mete escursionistiche e di trekking per i turisti stranieri. La vista panoramica del Bromo attira anche centinaia di appassionati di fotografia.